# Głęboczek (jezioro w powiecie bytowskim)
Głęboczek (Głębock) – jezioro w Polsce, położone w województwie pomorskim, w powiecie bytowskim, w gminie Lipnica, leżące na terenie Równiny Charzykowskiej.

## Dane morfometryczne
- powierzchnia 4,8 ha,
- długość 650 m,
- szerokość 240 m,
- głębokość do 15 m.